# Henry Bergh
Henry Bergh (29 août 1813 - 12 mars 1888) est le fondateur de l’American Society for the Prevention of Cruelty to Animals (ASPCA, Société américaine de prévention de la cruauté envers les animaux) en avril 1866, trois jours après l’adoption du premier acte législatif contre la cruauté envers les animaux aux États-Unis, par la  législature de l’État de New York. Il participa également à la création, en 1874, de la New York Society for the Prevention of Cruelty to Children (MSPCC, Société de New York de prévention de la cruauté envers les enfants).

## Enfance
Henry Bergh naît le 29 août 1813 à New York, de Christian Bergh III et de sa femme, Elizabeth. Son père, Allemand, est un constructeur naval prospère ayant obtenu une série de contrats avec le gouvernement. Henry Bergh rejoint son père en 1835 au sein de son entreprise, la C. Bergh & Co. (en) À sa mort en 1843, Christian Bergh III laisse un important héritage à ses trois enfants, dont Henry.
Bergh commence des études à l’université new-yorkaise de Columbia, mais il abandonne avant d’avoir obtenu son diplôme, décidant de partir voyager en Europe. Il demeure cinq années outre-Atlantique.
En 1862, il entre au service du gouvernement après sa nomination par le président en exercice Abraham Lincoln comme secrétaire de la légation américaine dans la Russie tsariste. Il demeure plusieurs mois en poste à Saint-Pétersbourg comme vice-consul par intérim. Il démissionne de son poste en 1864 en raison des rigueurs de l’hiver russe.

## Militantisme

### Bien-être animal

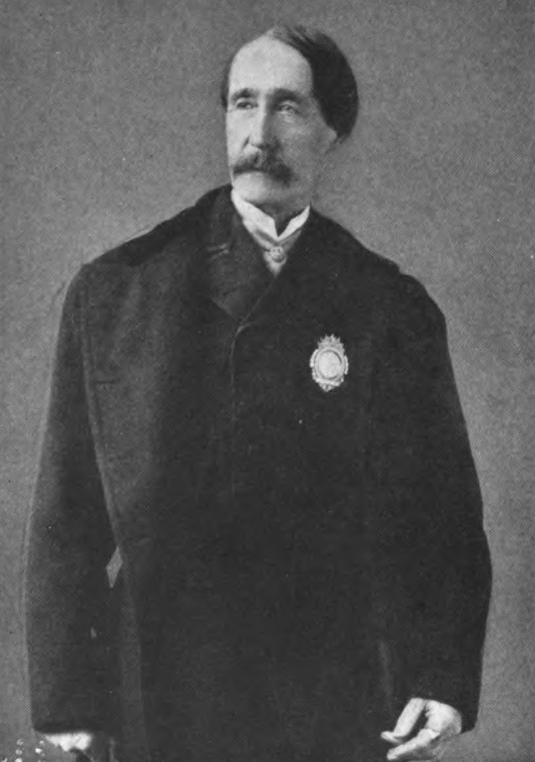
Bergh, date inconnue

Durant son séjour en Europe, Bergh est témoin de cruautés commises sur des animaux en Russie et en Angleterre, ce qui l’affecte beaucoup. Il découvre également les efforts mis en œuvre pour les réduire et rencontre le président de la Royal Society for the Prevention of Cruelty to Animals (Société royale pour la prévention de la cruauté envers les animaux), Lord Harrowby qui le persuade de  l’importance de sa mission, l’amenant à consacrer le reste de sa vie à la cause de la lutte contre la cruauté envers les animaux,.
Il importe aux États-Unis les conceptions européennes de prise en compte du bien être animal ce qui conduit à moderniser la législation américaine. Son action conduit à l'introduction du mot « cruauté » dans les textes législatifs de l'État de New York et l'élargissement de l'éventail des infractions punissables,.
Le 10 avril 1866, un acte d’incorporation de l’American Society for the Prevention of Cruelty to Animals est accordé par la législature de l’État de New York. Bergh assume le rôle de président de la nouvelle association, qu’il exerce à titre bénévole. Il fournit, avec sa femme, les fonds initiaux pour financer cette organisation. Après un certain temps, il rencontre un vieil homme dans un hôpital, Louis Bonard. Ce riche Français a fait fortune en vendant des fourrures d’animaux mais se montre intéressé par le travail de Bergh. Il souhaite donner 100 000 dollars à la société et dit à Bergh : « « Je peux vous aider ! Mais seulement si vous promettez que si jamais vous parvenez au pouvoir, vous étendez la protection aux éléments sauvages de la forêt et de la plaine ». Bergh promet et accepte les 100 000 dollars. Des bureaux de l’ASPCA sont fondés à travers les États-Unis et le Canada,.
L'approche de la « cruauté envers les animaux » continue à être vivace et se retrouve au début du XXIe siècle avec l'adoption de législation pour la combattre en Alaska, dans le Colorado ou dans le Maine.
Sous sa direction, la société s’intéresse à une grande variété de problématiques, notamment les pratiques dans les abattoirs, le transport des animaux, les soins aux chevaux, l’élimination de la vivisection, les combats de coqs et de chiens, et l’arrêt de l’utilisation de pigeons vivants dans les entraînements et compétitions de tir. L’action d’Henry Bergh et de l’ASPCA est particulièrement décisive pour l’introduction de l’utilisation de pigeons d’argile au ball-trap.
Lors de l’épidémie de grippe équine de 1872, Bergh, portant un haut-de-forme, descend dans les rues de New York pour empêcher les véhicules d’être tirés par des animaux malades, les renvoyant dans leurs écuries. S’il subit des menaces de poursuites des sociétés de transport en commun, son action intensifie l’audience de la cause.
En 1873, Bergh dirige une tournée nationale de conférences à travers l’Ouest américain. Il parle également de la cause du bien-être animal devant l’Alliance évangélique et la convention épiscopale, cette dernière adoptant une résolution donnant à son clergé l’autorisation de prêcher un sermon annuel contre la cruauté envers les animaux.

### Protection de l’enfance

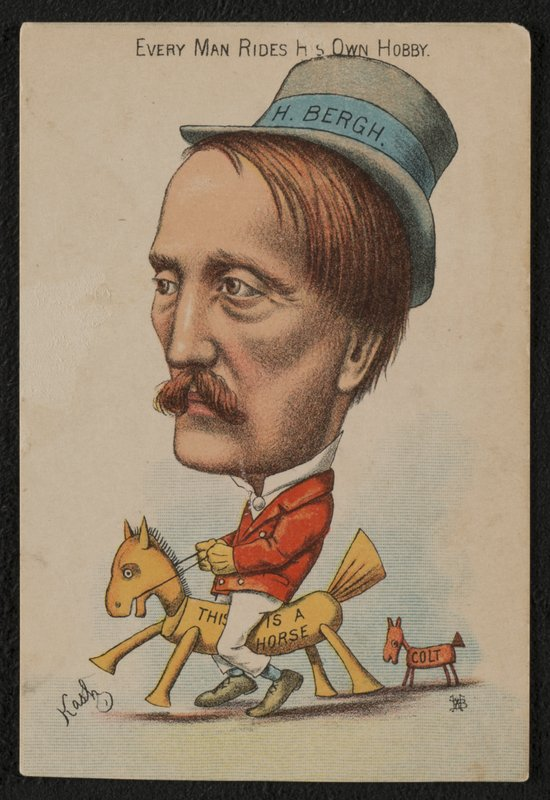
« Chaque homme chevauche sa propre passion » : carte à collectionner réalisée par Cassius Marcellus Coolidge, représentant Bergh

En 1874, Bergh est approché par  Etta Agnell Wheeler (en), un missionnaire méthodiste. Il cherche de l’aide pour sauver un enfant, Mary Ellen Wilson (en), de son cruel agresseur, Mary Connolly. Henry Bergh a contribué à aider l’enfant, suscitant d’autres appels à l’aide. En réaction, Henry Bergh fonde, avec Elbridge T. Gerry et John D. Wright, la New York Society for the Prevention of Cruelty to Children en 1875. Dans les années qui suivent, d’autres sociétés de ce type sont créées dans d’autres États, comme le Massachusetts en 1888, la Massachusetts Society for the Prevention of Cruelty to Children (en) (MSPCC, Société du Massachusetts pour la prévention de la cruauté envers les enfants).

## Mort et postérité

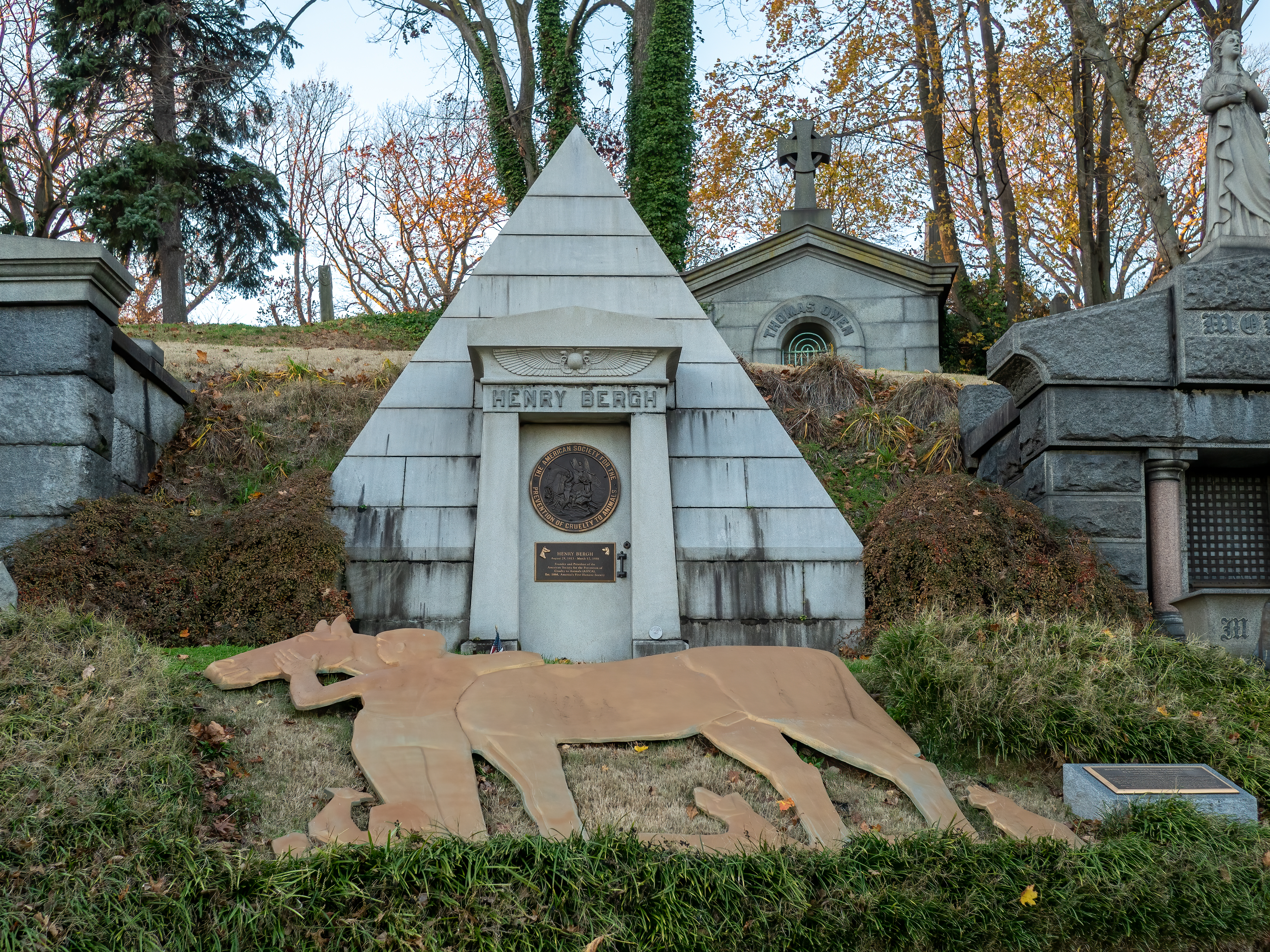
Mausolée de Bergh au cimetière de Green-Wood à Brooklyn, New York

Bergh meurt le 12 mars 1888 à New York. Le poète Henry Wadsworth Longfellow fait son éloge, déclarant qu’il compte « parmi les plus nobles du pays, bien qu’il se soit considéré comme le dernier, cet homme que j’honore et vénère, qui sans faveur, sans peur, dans la grande ville osait être l’ami de chaque bête sans amis »,,. Henry Bergh est enterré au cimetière Green-Wood à Brooklyn, New York.
Un livre pour enfants sur sa vie a été publié en 1982, L’homme qui aimait les animaux, écrit par Syd Hoff (en).
Au printemps 2006, alors qu’elle se préparait à honorer Henry Bergh au cimetière de Green-Wood, l’ASPCA a découvert que sa femme se trouvait également dans ce mausolée. Le 6 mai 2006, des cérémonies importantes se déroulent devant un large public qui est autorisé à amener ses animaux de compagnie dans le cimetière – y compris des chiens, pour la première fois depuis plus d’un siècle. Les joueurs de cornemuse de l’Emerald Society (en) de la police municipale de New York et les agents de l’ASPCA_Humane_Law_Enforcement_Division (en) sont également présents. Après une procession jusqu’à la tombe de Bergh, le bas-relief est révélé et repose depuis devant la tombe. Parallèlement à ces cérémonies, dans la grande chapelle du cimetière, une exposition est inaugurée célébrant l’histoire de l’ASPCA et d’Henry Bergh.[réf. nécessaire],.

## Travaux littéraires

### Contes et nouvelles
- « The Streets of New York » (Les rues de New York)[19]
- « The Portentous Telegram » (Le télégramme prémonitoire)[19]
- « The Ocean Paragon » (Le parangon de l’océan)[20],

### Pièces
- A Decided Scamp (Un coquin décidé)[19]
- An Extraordinary Envoy (Un émissaire extraordinaire)[19]
- Peculiar People (Personnes Particulières)[19]
- Love’s Alternative (L’alternative de l’amour)[20]

### Poésie
- Married Off (1859), un long poème [21]

## Voir également
- Statue of Henry Bergh (en), une statue de 1891 réalisée par l’artiste américain James H. Mahoney.